# 상시인
상시인(上詩人)은 후기 구석기 시대 한반도에 살던 화석인류로 처음에는 호모 사피엔스로 분류되었으나 나중에 호모 헤이델베르겐시스로 분류된다. 충청북도 단양군 매포읍 상시리에 있는 석회암 바위인 상시바위그늘유적에서 기원전 3만 9천년에서 3만년 경 사이에 살던 것으로 추정되는 남성의 해골과 아래턱뼈가 발견되었다. 상시옛슬기사람(Homo sapiens sangsiensis, Homo heidelbergensis sangsiensis)으로 부른다.
1981년 연세대학교 박물관에 의하여 세 곳의 바위 그늘유적이 발굴되었으며 매포천이 유적지 옆에 흐르고 있었다. 이 중 1바위그늘은 구석기시대, 2바위그늘은 신석기시대와 청동기시대, 3 바위그늘은 구석기시대와 신석기시대에 해당한다.
1바위그늘은 11개의 지층으로 이루어져 있고, 여러 종류의 짐승화석과 석기가 나왔는데, 1바위그늘의 다섯번째 지층에서 층에서 옛슬기사람으로 추정되는 머리뼈와 아래턱뼈 화석이 발굴되었다. 사람화석의 머리뼈와 아래턱뼈는 남성의 것으로, 발전된 곧선사람 또는 하이델베르크인의 특징이 일부 남아 있었던 것으로 관찰되었다. 화석이 발견된 다섯째 지층의 우라늄계열연대측정방법에 의해 절대연대는 3만년에서 ±9,000BP로 나왔다.